# Архітектура Німеччини

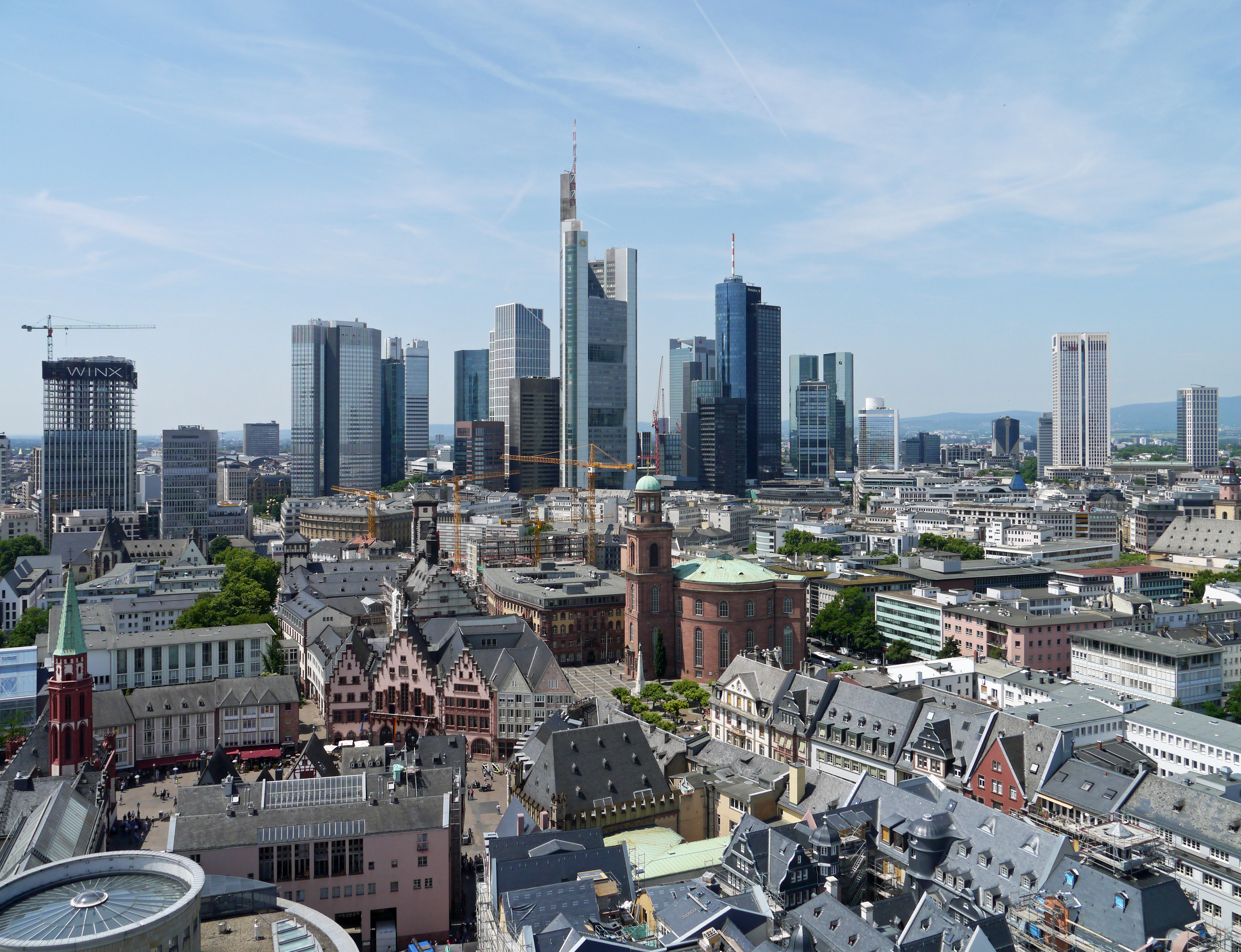
Краєвид із Франкфуртського собору показує різноманіття німецької архітектури

Архітектура Німеччини має довгу, багату і різноманітну історію. У ній є зразки архітектури Каролінгів, романського і готичного стилів, архітектури Ренесансу, бароко, класицизму і модернізму.
Багатовікова роздробленість Німеччини на князівства і царства призвела до великої різноманітності напрямків в архітектурі й сприяла розвитку національної архітектури. Багато з архітектурних пам'яток було втрачено в роки Другої Світової Війни.

## Стародавня архітектура

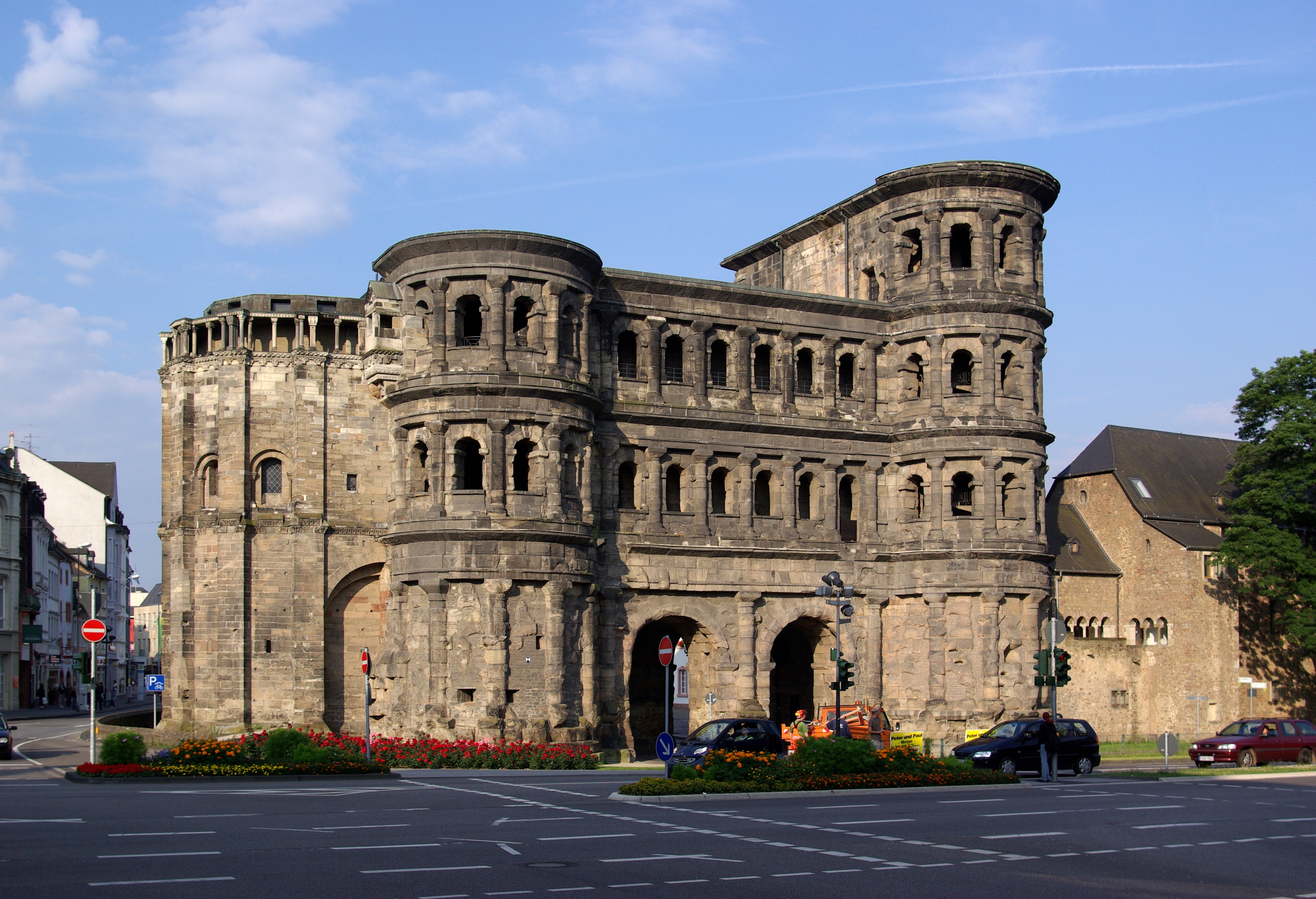
Античні ворота Порта-Нігра в Трірі, архітектурна пам'ятка Римського періоду

З часів Римської імперії, яка займала велику частину теперішньої Федеративної Республіки Німеччини, в країні залишилися сторожові вежі Лімеси, які колись стояли на кордоні Стародавнього Риму і відзначали межі імперії. Крім військових структур, таких як форти і військові містечка, побудованих римлянами, від Римської імперії тут залишилися курорти, мости і амфітеатри.
У 15 році до н. е. римський імператор Октавіан Август заснував на березі річки Мозель місто Трір, яке є найстарішим містом Німеччини. Тут збереглися давні міські ворота. З античних часів походять також термальні джерела, Римський міст і базиліка Костянтина (реконструкція).
З відходом римлян їхні досягнення в архітектурі, такі як водопостачання, опалення, у Німеччині зникли.

## Дороманський період

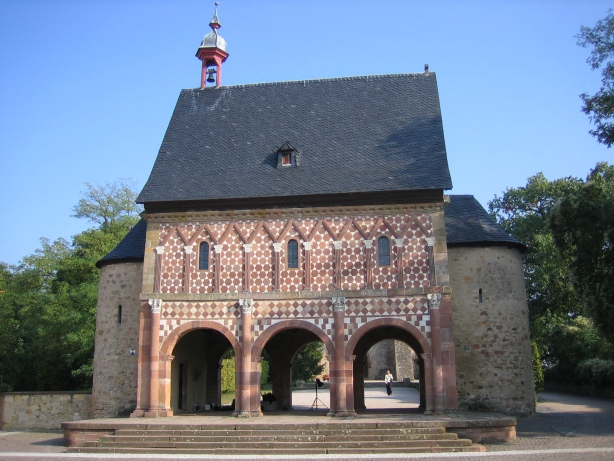
Надбрамна зала Torhalle в Лоршському монастирі IX століття. Каролінзька епоха.

Дороманське мистецтво та архітектуру Західної Європи пов'язують з королівством Меровінгів, Каролінгським Відродженням кінця VIII — початку XI століття. На території Німеччини в цей період був заснований Лоршський монастир. До наших часів дійшла надбрамна зала монастиря. Будівля поєднує в собі елементи Римської тріумфальної арки (проходи, напівколони) з народню тевтонською спадщиною (аркатура, поліхромна цегляна кладка).
До відомих пам'яток цього періоду відноситься Церква абатства Святого Михайла, побудована в 1001—1031 під керівництвом єпископа Бернварда  (993—1022) для монастиря бенедиктинців у Гільдесгаймі. Вона побудована у так званому Оттонівському (ранньо-романському) стилі. Оттонівське Відродження — це період правління імператорів Священної Римської імперії Саксонської династії: Отто I (936—973), Отто II (973—983), і Отто III (983—1002).

## Романський період

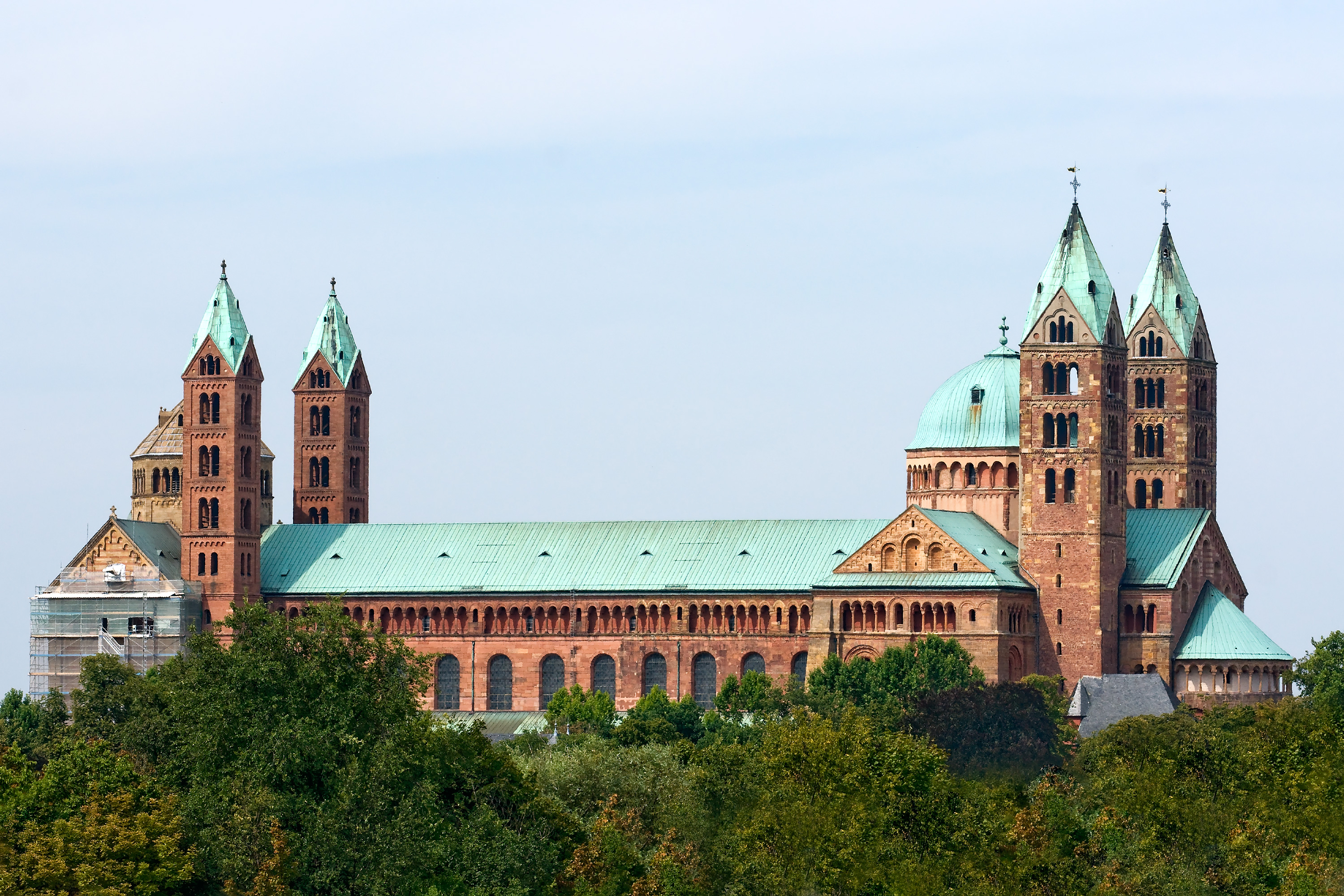
Шпаєрський собор

Романський період (з X по початок XIII століття) в німецькій архітектурі характеризується напівкруглими арками, невеликими парними вікнами і крутими склепіннями будинків. Найзначнішою спорудою цього періоду є Шпаєрський собор, який будували в кілька етапів з 1030 року, а в ХІ столітті був найбільшим храмом у християнському світі, архітектурним символом влади Салічної династії (1024—1125).
Собори Вормса і Майнца стали зразками романського стилю. В цей час в Німеччині було засновано багато монастирів, особливо в Саксонії-Ангальті. Важливе значення мають церква Святого Серватія в Кведлінбурзі, а також Любецький, Брауншвейзький, Трірський і Бамберзький собори, які були побудовані вже частково у готичну епоху.
Абатство Маульбронн є прикладом цистерціанської архітектури. Було побудоване між XII і XV століттями, тому включає в себе готичні елементи.
В XI столітті в Німеччині почали будівництво численних фортець, зокрема в цей час споруджений знаменитий замок Вартбург, перебудований згодом в готичному стилі.

## Готичний період

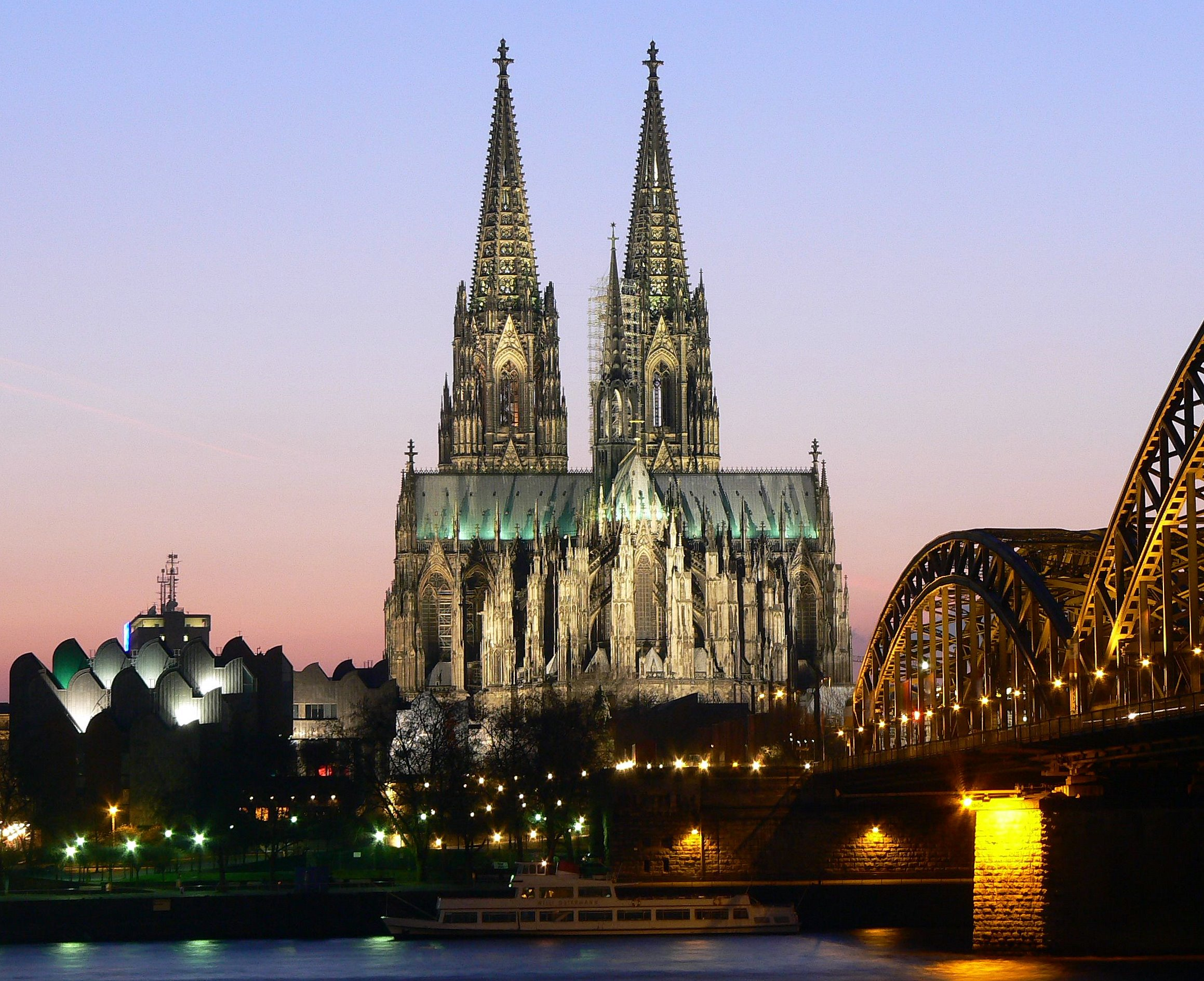
Кельнський собор

Готична архітектура процвітала в період високого і пізнього Середньовіччя. Вона еволюціонувала від романської архітектури. Перші готичні будівлі в Німеччині були збудовані в 1230-ті роки, наприклад, церква Богоматері 1233—1283 у Трірі. Це один з найважливіших ранніх готичних соборів у Німеччині, побудований в архітектурних традиціях французької готики.
Фрайбурзький собор був побудований в три етапи: перший в 1120-х роках — будували герцоги Церінгени, другий почався в 1210 році, а третій — в 1230 році. 116-метрова вежа собору, як неодноразово стверджував Якоб Буркхардт, є найкрасивішою в християнській архітектурі. Вежа майже квадратна в основі, в центрі — у формі зірки. Її вінчає конічний шпиль. Це єдина готична вежа в Німеччині, яка була збудована в час Середньовіччя (1330) і пережила бомбардування 1944, які зруйнували всі будинки в західному і північному районах Фрайбурга.

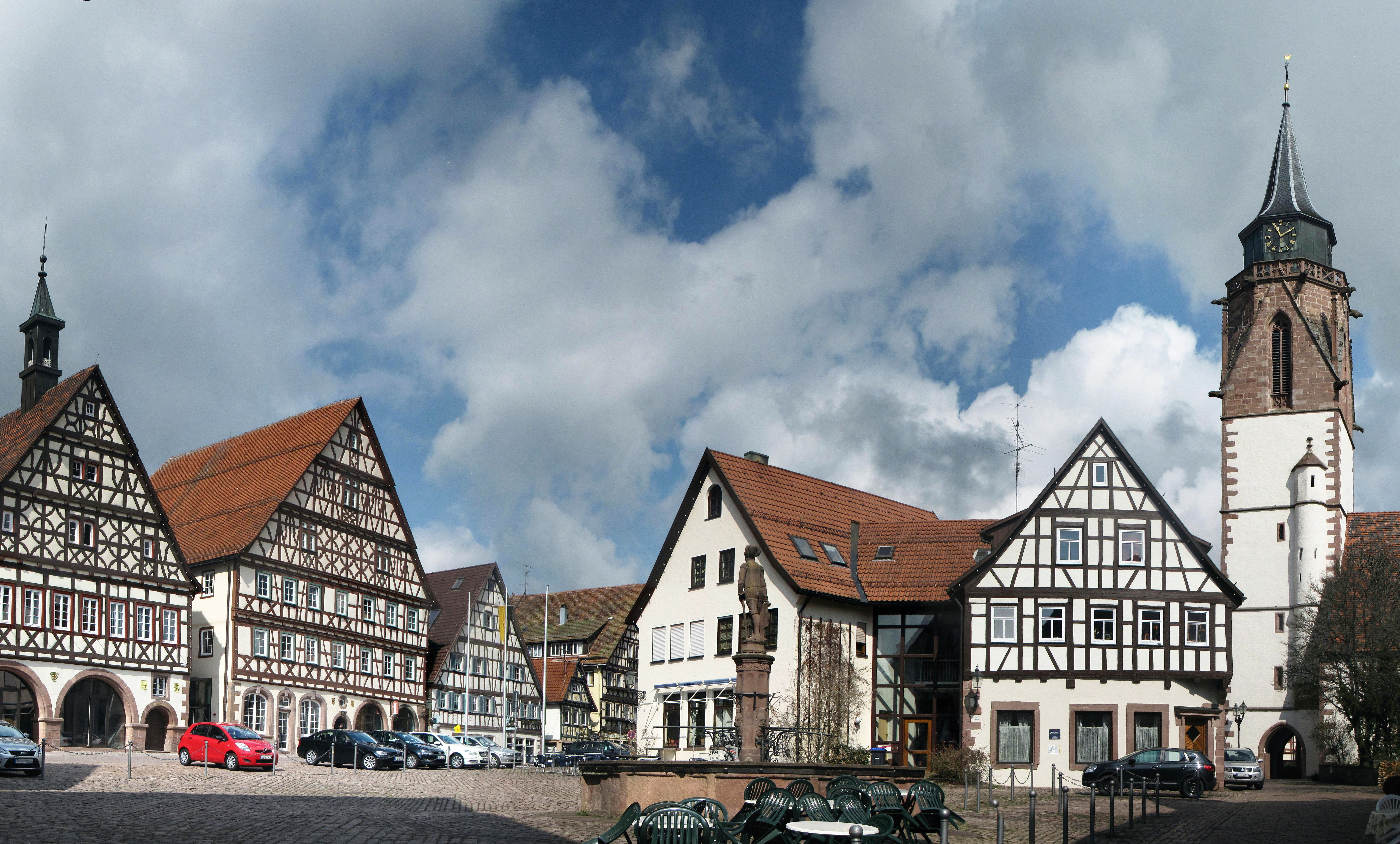
На ринку в Дорнштеттені, праворуч — середньовічна церква Св. Мартіна

Кельнський собор — найбільший готичний собор у світі. Його будівництво розпочалося в 1248 році й велося з перервами до 1880 року, впродовж більше 600 років. Висота собору — 144.5 м, ширина — 86,5 м, висота веж — 157 м.

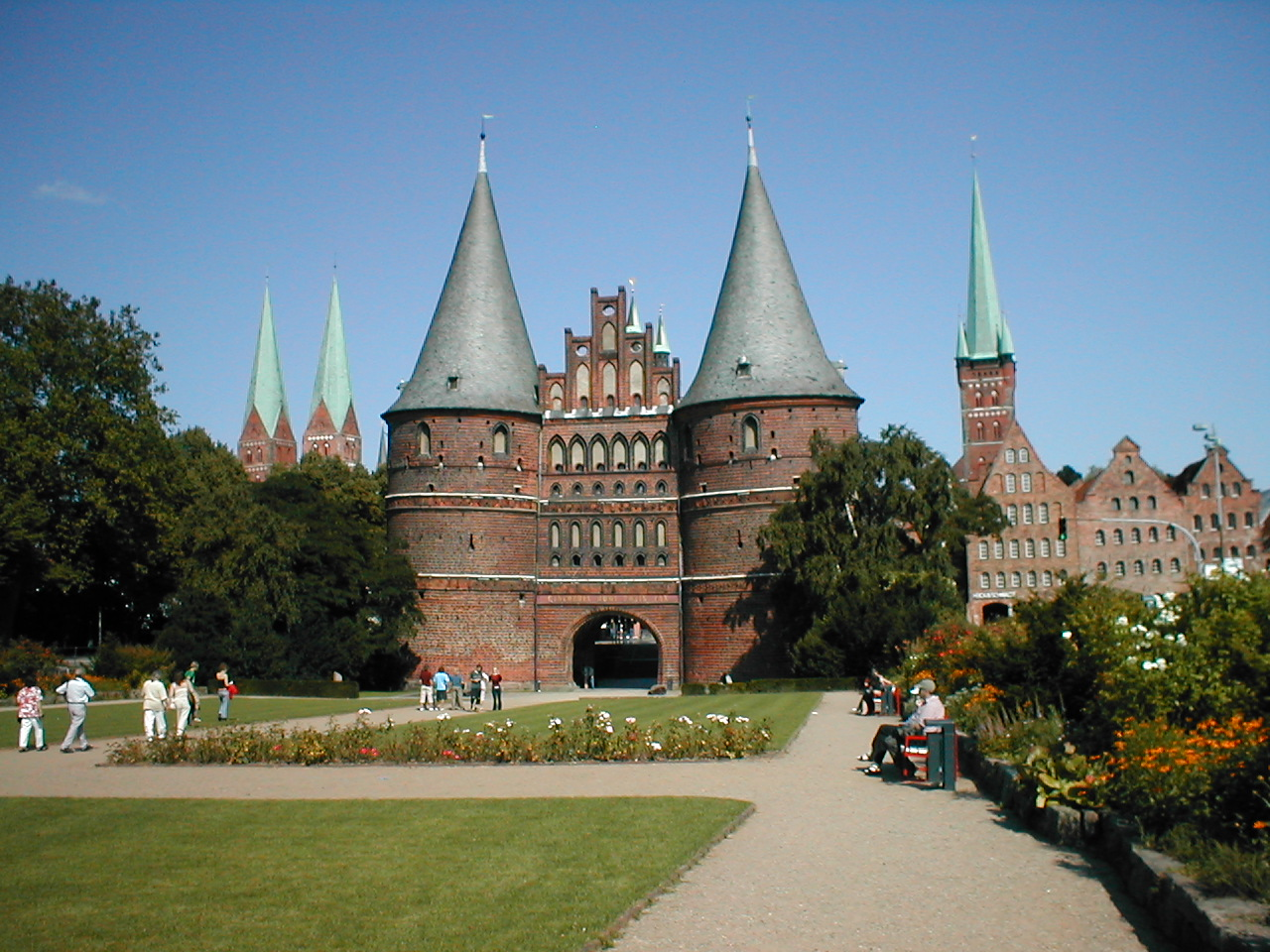
Гольстинські ворота Любека

Цегляна готика (нім. Backsteingotik) — специфічний стиль готичної архітектури, поширений у Північній Європі, особливо в Північній Німеччині й інших регіонах довкола Балтійського моря, які не мають природних кам'яних ресурсів. Для будівництва використовували цеглини. Ратуша Штральзунда є прикладом цегляної готики. Такі міста як Любек, Росток, Вісмар, Штральзунд, Грайфсвальд, а  також міста на території сучасної Північної і Західної Польщі були побудовані в цьому стилі. Зразком північнонімецьких церков є храм Святої Марії в Любеку, побудований між 1200 і 1350 роками.
Будівництво готичних храмів у Німеччині супроводжувалося будівництвом гільдій і ратуш. Прикладом є готичні ратуші в Штральзунді (ХІІІ століття), Бремені (1410) і Мюнстері (1350).
Житлові будинки цього періоду можна побачити в Госларі та Кведлінбурзі.

## Ренесанс

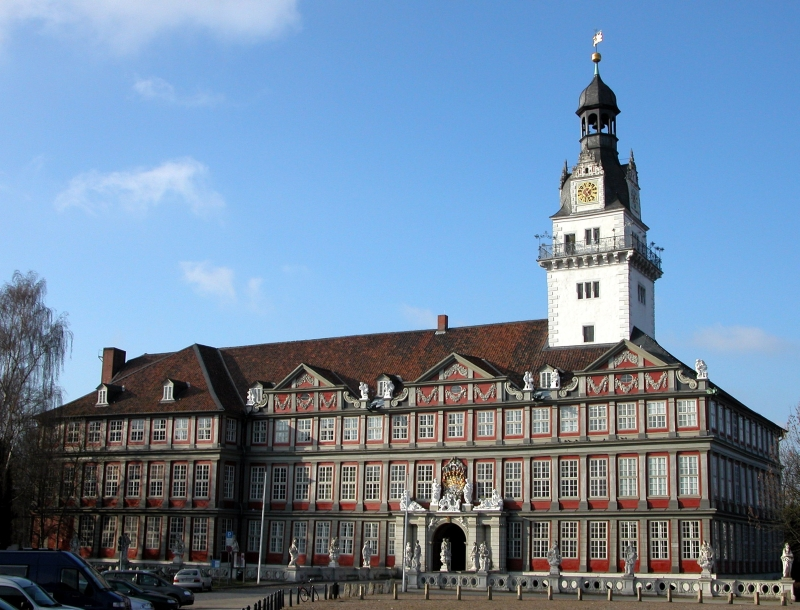
Місто Вольфенбюттель

Архітектура епохи Відродження належить до періоду з початку XV до початку XVII століть. Раннім зразком ренесансної архітектури Німеччини є каплиця Фуггерів в церкві Святої Анни в Аугсбурзі. Банкір Якоб Фуггер побудував її як усипальницю для своєї сім'ї.
У той час Німеччина була роздроблена на безліч князівств, які вели збройні конфлікти. У деяких князівствах, зокрема в Торгау, Ашаффенбурзі й Ландсгуті, зароджувалася ренесансна архітектура. Прикладом є внутрішній двір замку Траузніц і резиденція (палац) у центрі Ландсгута, побудовані майстрами італійського Відродження.
Храм Святого Михаїла в Мюнхені (1581) є важливою спорудою епохи Відродження. Тоді ж були побудовані Гейдельберзький замок з характерними для Ренесансу фасадами; будинок Аугсбурзькой мерії (1614—1620, архітектор Еліас Холль).
В районі Везер знаходяться численні замки і садиби у стилі Везерського ренесансу.
Зразками епохи є також замки міст Лемго і Гамельн, палац Вольфенбюттель.
У Тюрингії і Саксонії в період Ренесансу було збудовано багато церков і палаців, наприклад, замок Вільям, замок в Шмалькальдені, замок Гота, ратуша в Лейпцизі, собор у Фрайберзі, замки в Дрездені та в Герліці. У Північній Німеччині побудований Гюстровський замок і багата інтер'єрами церква Святого Миколая.

## Бароко

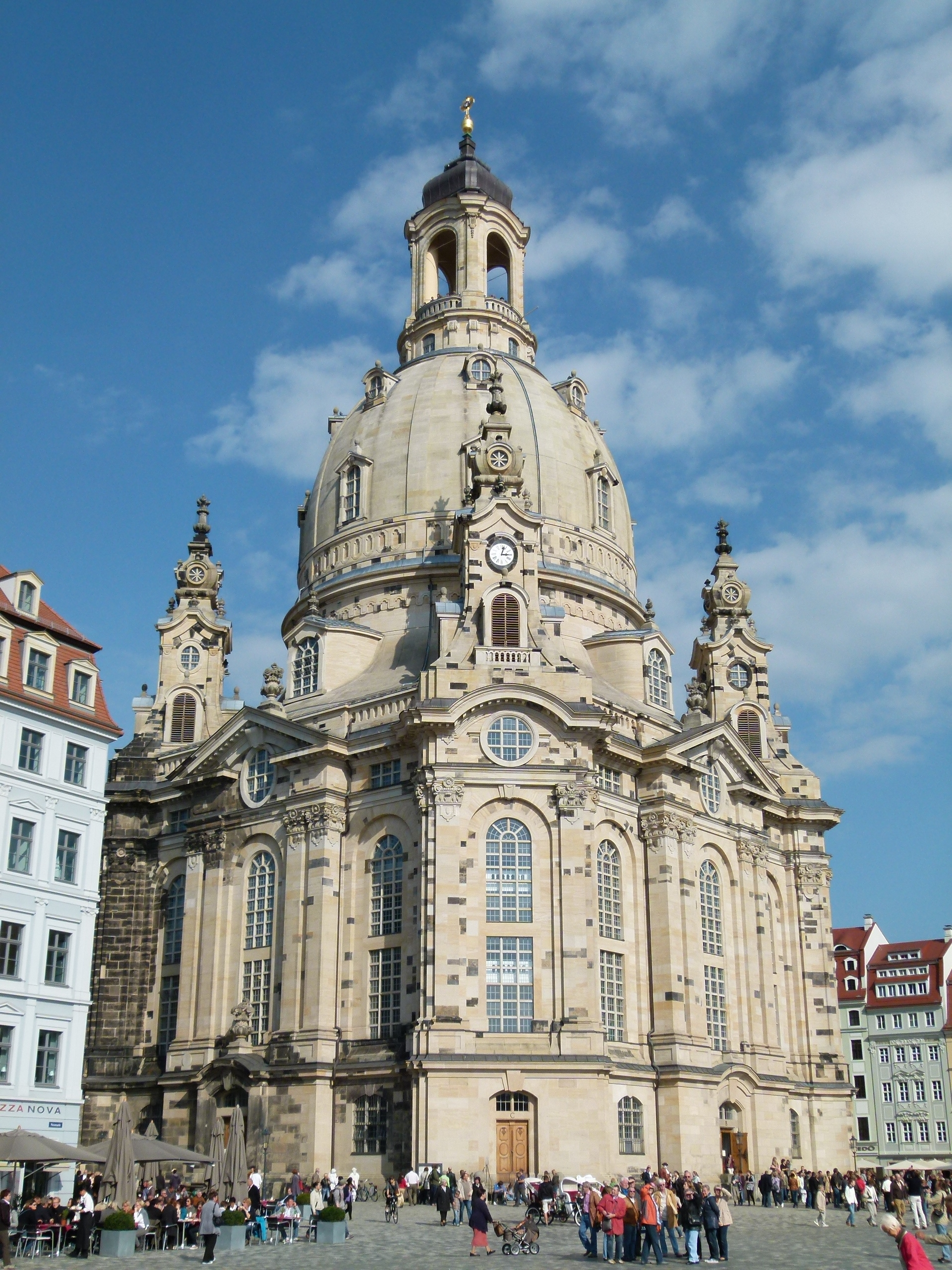
Фрауенкірхе, Дрезден

Архітектура бароко, що з'явилась в Італії початку XVII століття, висловлювала торжество абсолютистської держави і церкви. Бароко було прямо пов'язане з Контрреформацією, рухом по реформуванню католицької церкви, у відповідь на Протестантську реформацію.
Стиль бароко поширився в Німеччині після Тридцятилітньої війни. За зразок брали французький стиль Людовика XIV у Версалі. Прикладом німецького бароко є палацово-парковий комплекс з чотирьох частин Цвінгер у Дрездені, побудований Маттеусом Пепельманом з 1709 по 1728 рік для проведення придворних свят.

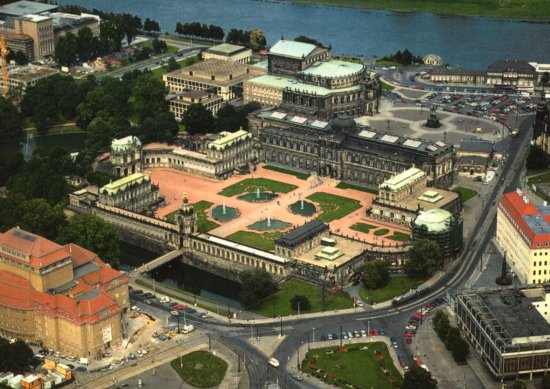
Цвінгер з висоти пташиного польоту. На задньому плані річка Ельба і опера Земпера, на передньому — драматичний театр.

Взаємодія архітектури, скульптури і живопису є важливою рисою бароко. Яскравий приклад — Вюрцбургзька резиденція імператора, будівництво якої розпочалося під керівництвом Йогана Бальтазара Неймана в 1720 році. Фрески на сходах виконав художник Джованні Баттіста Тьєполо з 1751 по 1753 рік.
Іншими відомі палацами в стилі бароко є Новий палац в Потсдамі, замок Шарлоттенбург у Берліні, замок Вайсенштайн в Поммерсфельдені й палац Аугустусбург в Брюлі, інтер'єр якого частково оформлений в стилі рококо.
У стилі рококо, пізньому етапі бароко, прикраси стали більш рясними і яскравими. Прикладом є палац Сансусі у Потсдамі, побудований в 1745—1747 роках, який був літнім палацом Фрідріха ІІ, короля Пруссії.
Відомі також барокова церква бенедиктинського абатства Оттобойрен, монастир Вельтенбурга, абатство Етталь і церква Святого Яна в Мюнхені. Іншими прикладами барочної церковної архітектури є базиліка Фірценгайліген у верхній Франконії і відновлена Фрауенкірхе у Дрездені, створена архітектором Георгом Бером в 1722—1743 роках.

## Класицизм

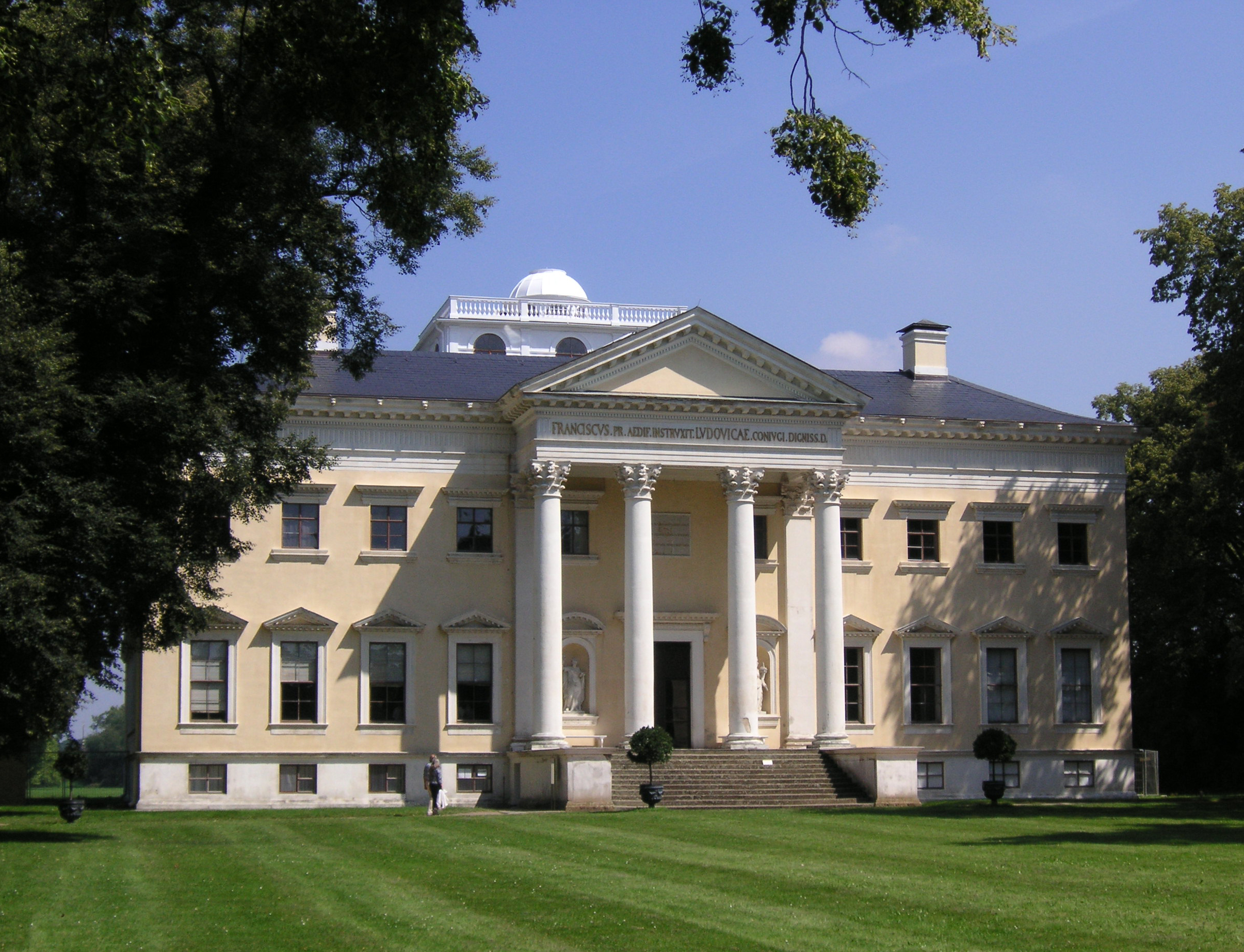
Палац Вьорліц

Класицизм поширився в Німеччині у другій половині XVIII століття. Митці класицизму черпали натхнення в архітектурі Античності, протиставляючи її стилю бароко.
Паркове королівство Дессау-Вьорліц — один з перших і найбільших англійських парків у Німеччині. Був створений наприкінці XVIII століття при регентстві герцога Леопольда III Ангальт-Дессау (1740—1817), після повернення з Гранд-Туру по Італії, Нідерландах, Англії, Франції та Швейцарії з його другом архітектором Фрідріхом Вільгельмом фон Ердмансдорфом.
Бранденбурзькі ворота, створені на замовлення короля Фрідріха-Вільгельма II прусського в знак миру, оформлені Карлом Готтардом Ланґгансом в 1791 році, є одною з найвідоміших пам'яток класицизму в Німеччині. Були відновлені в 2000—2002 роках німецьким фондом Denkmalschutz (Берлінський фонд охорони пам'яток).
Найзначнішим архітектором цього стилю в Німеччині був Карл Фрідріх Шинкель. Він уникав стилю, який був пов'язаний з недавніми французькими окупантами. Його найвідомші будівлі знаходяться в Берліні. Це Нойє-Ваху (1816—1818), Берлінський драматичний театр (1819—1821) на площі Жандарменмаркт, який замінив попередній театр, зруйнований в результаті пожежі в 1817 році, а також Старий музей на Музейному острові (1823—1830).
Інший видатний представник грецького стилю, Лео фон Кленце (1784—1864), був придворним архітектором баварського короля Людвіга I. Пристрасть Людвіга до еллінізму надихала фон Кленце, який створив багато будівель в неокласичному стилі в Мюнхені, включаючи Ruhmeshalle і Англійський сад, а також свій найвідоміший  Елліністичний архітектурний ансамбль на Королівській площі. Біля Регенсбурга він побудував меморіал Валгалла, названий на честь Вальгалли, обителі богів у скандинавській міфології.
Ще одним важливою будівлею цього періоду є замок Вільгельма в Касселі (початок 1786).

## Історизм

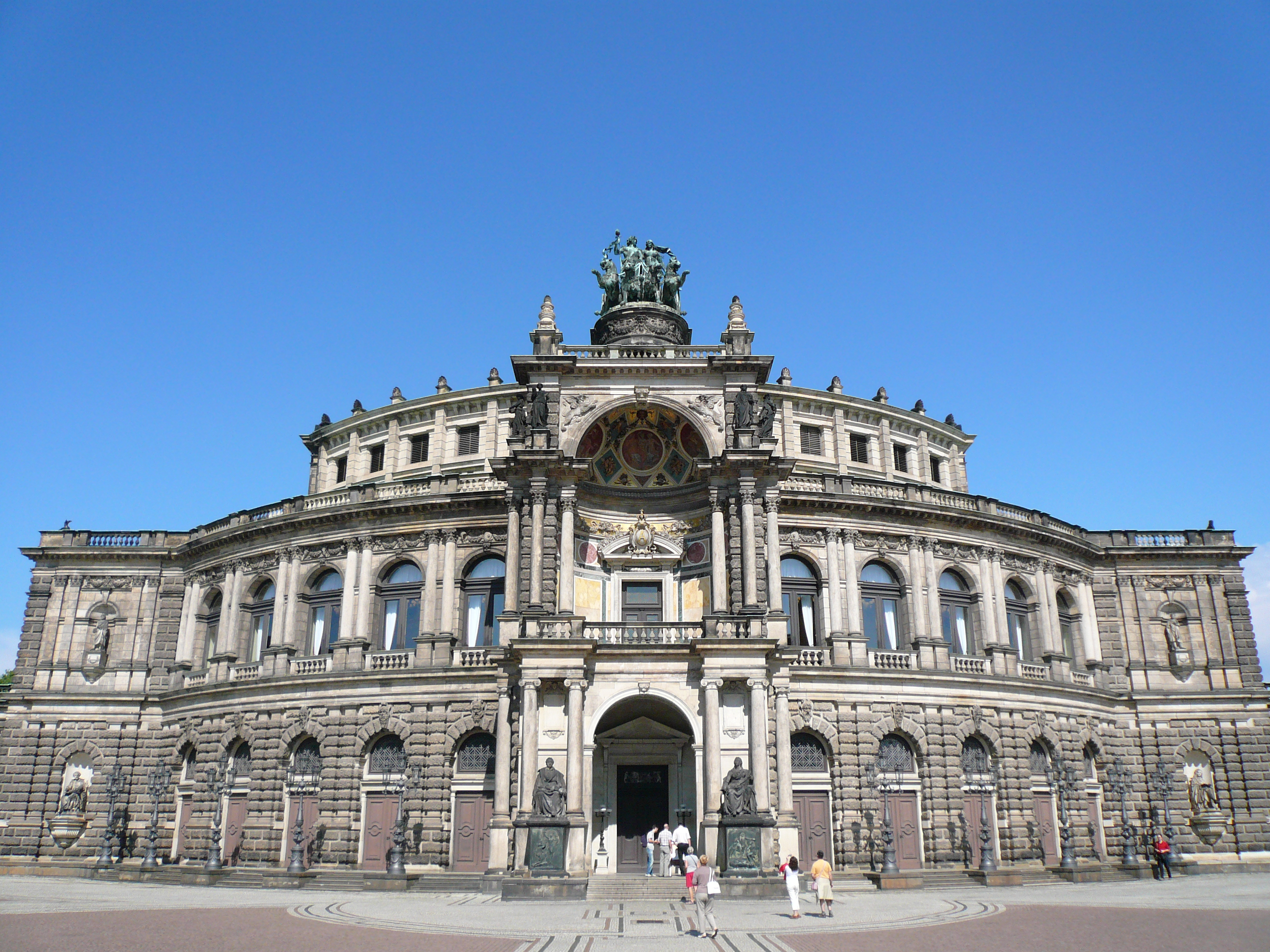
Будівля Опери в Дрездені

Історизм (historismus), також відомий як еклектика, — це художній та архітектурний стиль, який черпає натхнення з різних історичних стилів минулого. Цей стиль виник в середині XIX століття.
Важливим архітектором цього періоду був Готфрід Земпер, який побудував галерею в Цвінгері (1855) і Саксонську державну оперу в Дрездені (1878). У будівлях Земпера відзначені елементи стилів Відродження, бароко і колони коринфского стилю, типові для класичної Греції.
Існують регіональні варіанти історизму в Німеччині. Прикладами є курортна архітектура (особливо в МВ на німецькому Балтійському узбережжі), Ганноверська школа архітектури та Нюрнберзький стиль.
Пристрасть до середньовіччя знайшла відображення в замку Нойшванштайн, який побудував Людвіг II в 1869 році. Замок був спроєктований архітектором Крістіаном Янке, театральним декоратором, що, можливо, пояснює фантастичний характер будівлі. Архітектурний варіант, необхідний для такої будівлі у гірській місцевості, був представлений спочатку мюнхенським придворним архітектором Едуардом Ріделем, а згодом Георгом фон Долманом.
Зразками даного періоду є також Ульмський собор і будівля Рейхстагу (1894) архітектора Пауля Валлота.

## Арт-Нуво(Югендстиль)

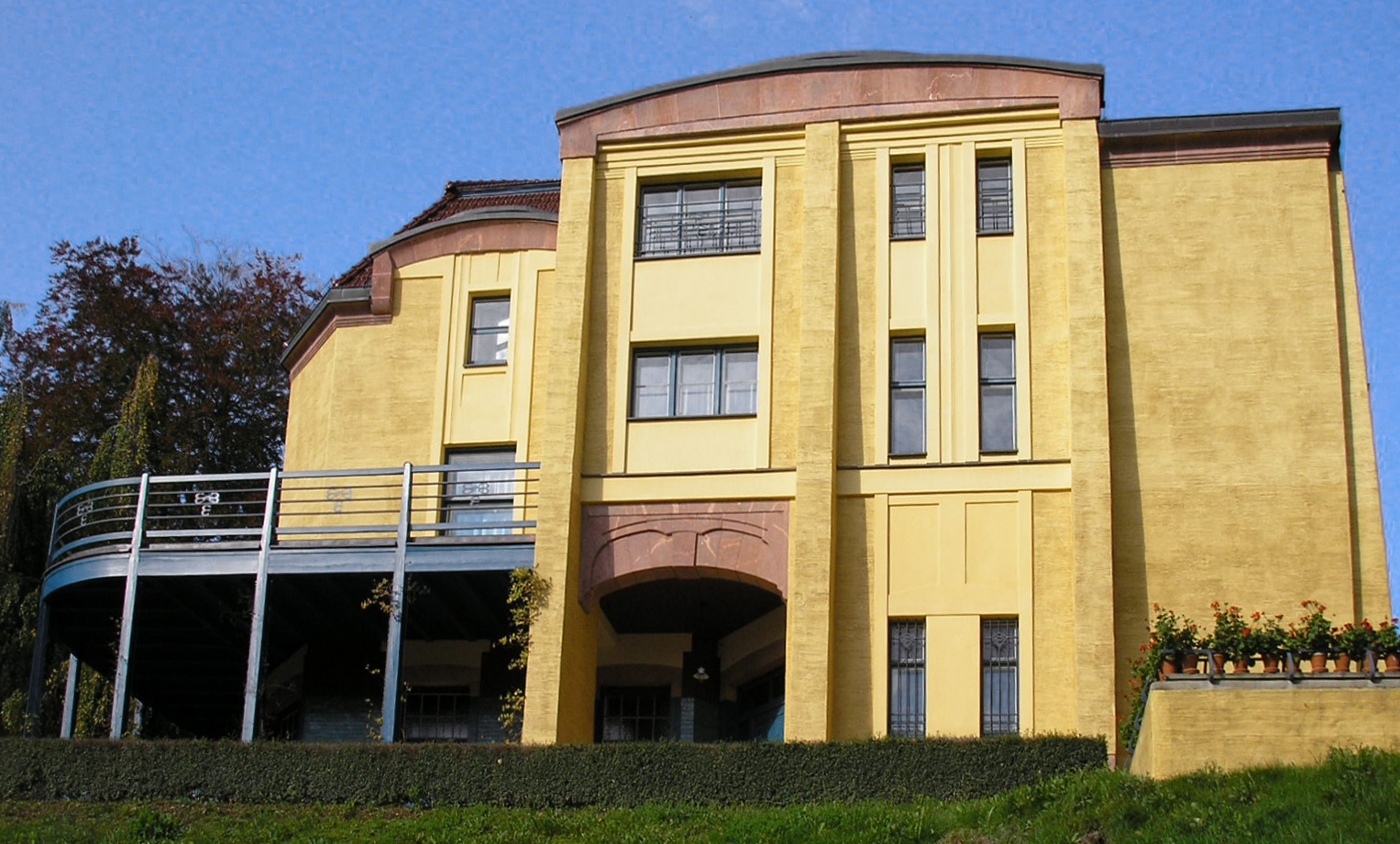
Вілле, архітектор Анрі ван де Вельде

Німецький модерн відомий під назвою югендстилю. Ця назва взята від художнього журналу «Die Jugend», який виходив у Мюнхені й підтримував новий художній рух. Два інших журнали, «Сімпліціссімус» (нім. Simplicissimus), що видавався в Мюнхені, і «Пан» (нім. Pan) у Берліні, підтримували прихильників модерну. Тут було два головних центри Югендстилю — в Мюнхені й Дармштадті.
Запозичуючи елементи традиційної німецької гравюри, стиль використовує різкі краї — елемент, який значно відрізнявся від плавних ліній стилю модерн. Анрі ван де Вельде, який багато років працював у Німеччині, був бельгійським теоретиком. Він вплинув на численні роботи в цьому стилі, в тому числі на роботи Петера Беренса, Германа Обріста і Ріхарда Рімершміда, дизайнера Августа Енделя та ін.

## Сучасність

### ХХ століття

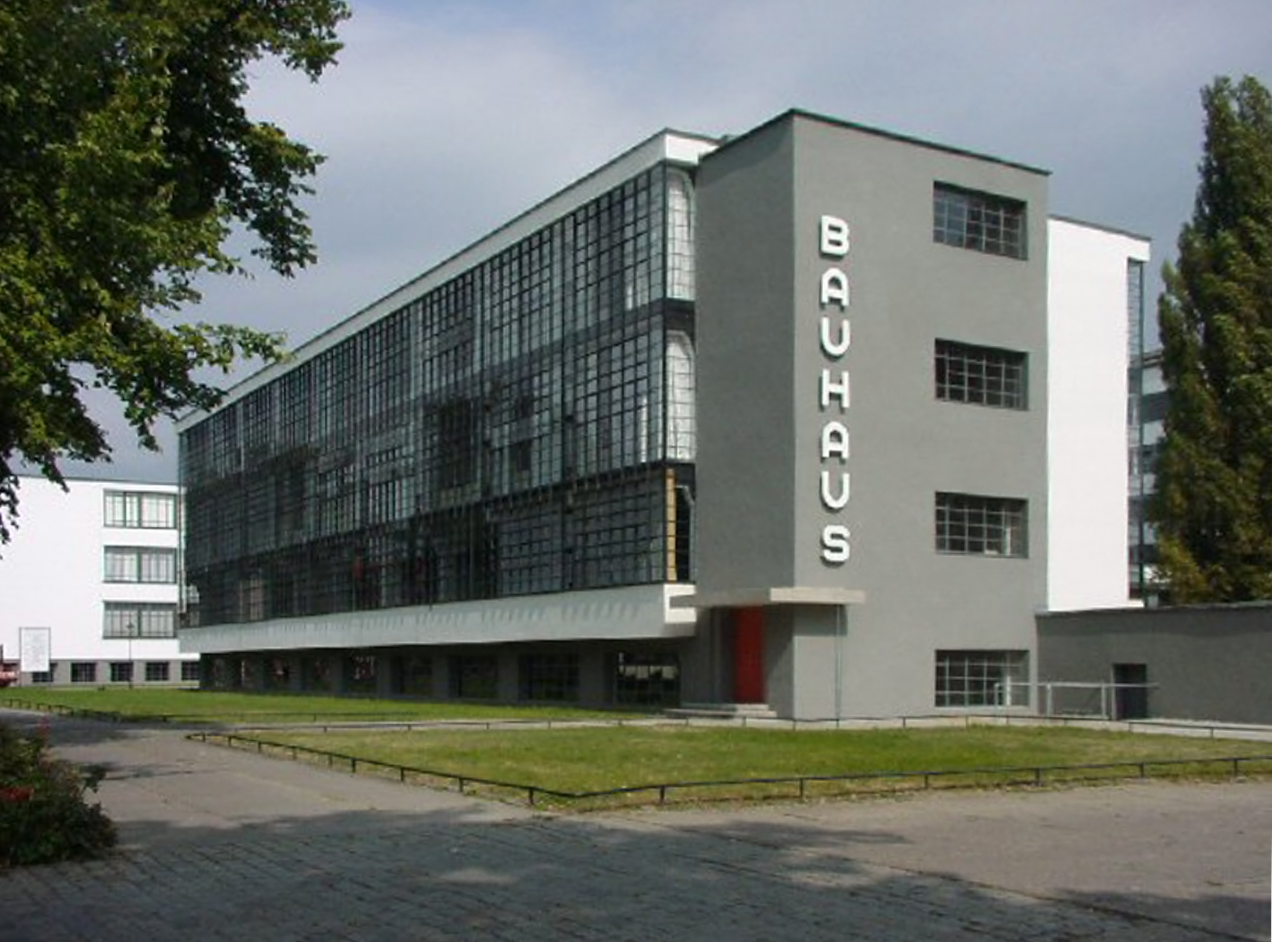
Баухаус

Характерною рисою сучасної архітектури є відсутність орнаменту на будівлях. Стиль в архітектурі слідує гаслу Адольфа Лооса: «орнамент — це злочин». Форма слідує за функцією, будинки — лише «машини для житла». Ці принципи були прийняті багатьма впливовими архітекторами. Модернізм став домінуючим архітектурним стилем у будівництві упродовж трьох десятиліть.
Початковий імпульс для модерністської архітектури в Німеччині був спричинений необхідністю промислового будівництва, наприклад, машзалу в Берліні архітектора Петера Беренса (1908—1909), взуттєвої фабрики архітектора Вальтера Гропіуса в Альфельді-на-Лейні (1911—1914). У цей період (1915) почалося будівництво першого хмарочоса в місті Єна.

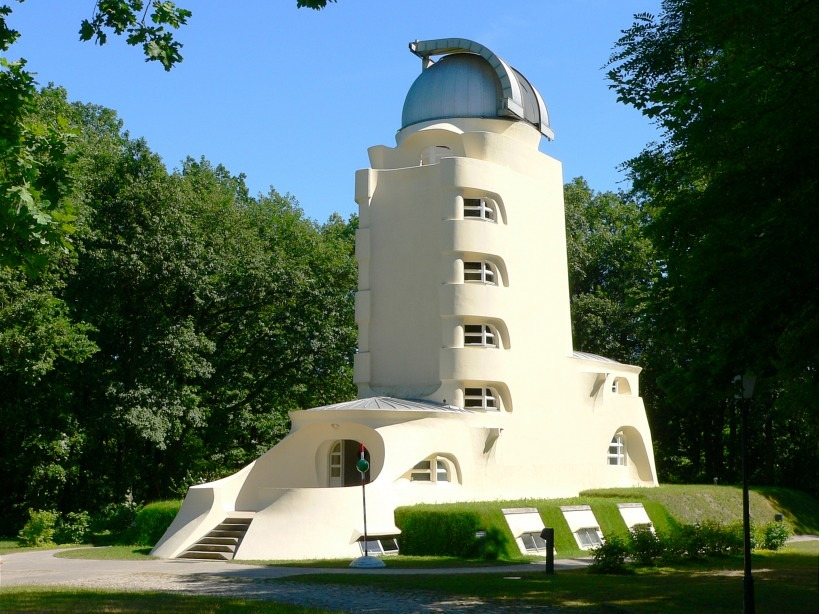
Сади дружби і Вежа Ейнштейна в Потсдамі

Відома модерністична будівля — Вежа Ейнштейна, що є астрофізичною обсерваторією в парку науки Альберта Ейнштейна в Потсдамі, яку спроектував архітектор Еріх Мендельсон.
За часів інфляції та економічних труднощів у Вищій школі будівництва і художнього конструювання Баугауз шукали можливості створення будівель з економічним, функціональним і сучасним дизайном. Такими стали будинки, побудовані у Веймарі в 1923 році. Це Haus АМ Рог архітекторів Ґеорґа Мухе і Адольфа Меєра.
Після приходу до влади нацистів у 1932 році Вищу школу Баугауз закрили. Багато представників школи роз'їхалися по світу, дехто осів у США.
Одним із найбільш характерних проявів модернізму був район Вайсенхоф у Штутгарті, збудований у 1927 році.

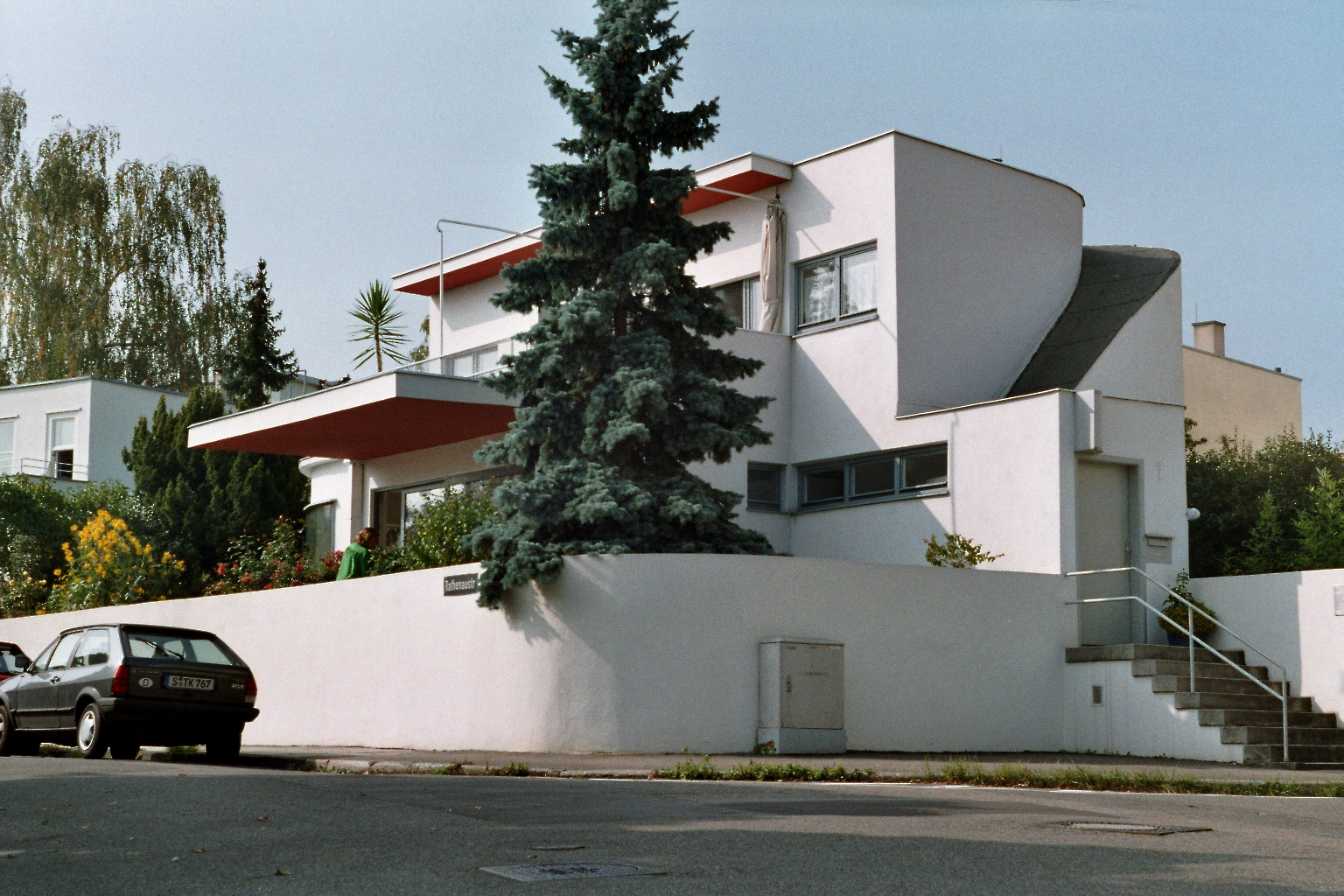
Район Шарун, Вайсенхоф

В цей період створені Райони житлової забудови в стилі берлінського модернізму (1930), архітектори Бруно Таут і Мартін Вагнер.
Цікавим зразком стилю є Шахта «Цольферайн» в Ессені (1927—1932), побудована архітекторами Фріцем Шуппом і Мартіном Кремером.
Архітектура Третього рейху (1933—1945) на чолі з головним архітектором Альбертом Шпеєром займалася пропагандою політики рейху. Найбільш відомою будовою Шпеєра став комплекс будівель нацистської партії в Нюрнберзі, побудований в 1938 році, до з'їзду партії. Площа споруди була більше 11 кв. км. Фрагменти комплексу збереглися до сьогодні.
Нацистський стиль архітектури схожий з давньоримським великими і симетричними будівлями з гострими краями без заокруглень. Будинки й стадіони були великого розміру, складені з вапняку й інших міцних каменів для того, щоб затвердити повноту нацистської епохи. Будинки будувалися практично без декору і з мінімумом дизайну.
Гітлер і Муссоліні використовували архітектуру як ще одне джерело пропаганди, щоб продемонструвати світові силу режиму. Прикладом архітектури націонал-соціалістів став олімпійський стадіон у Берліні для проведення Олімпійських ігор 1936 року.
Гітлер планував зробити реконструкцію столиці й перетворити її у «Всесвітню столицю Німеччини». Тут почалося зведення найбільшої будівлі у світі — Великого залу («Grosse Halle»), який повинен був досягти 290 м у висоту і 230 м у діаметрі. Однак перед початком Другої світової війни будівництво було призупинене.
Нацистська архітектура прийшла в занепад після поразки Німеччини у Другій Світовій війні.

### Післявоєнна архітектура

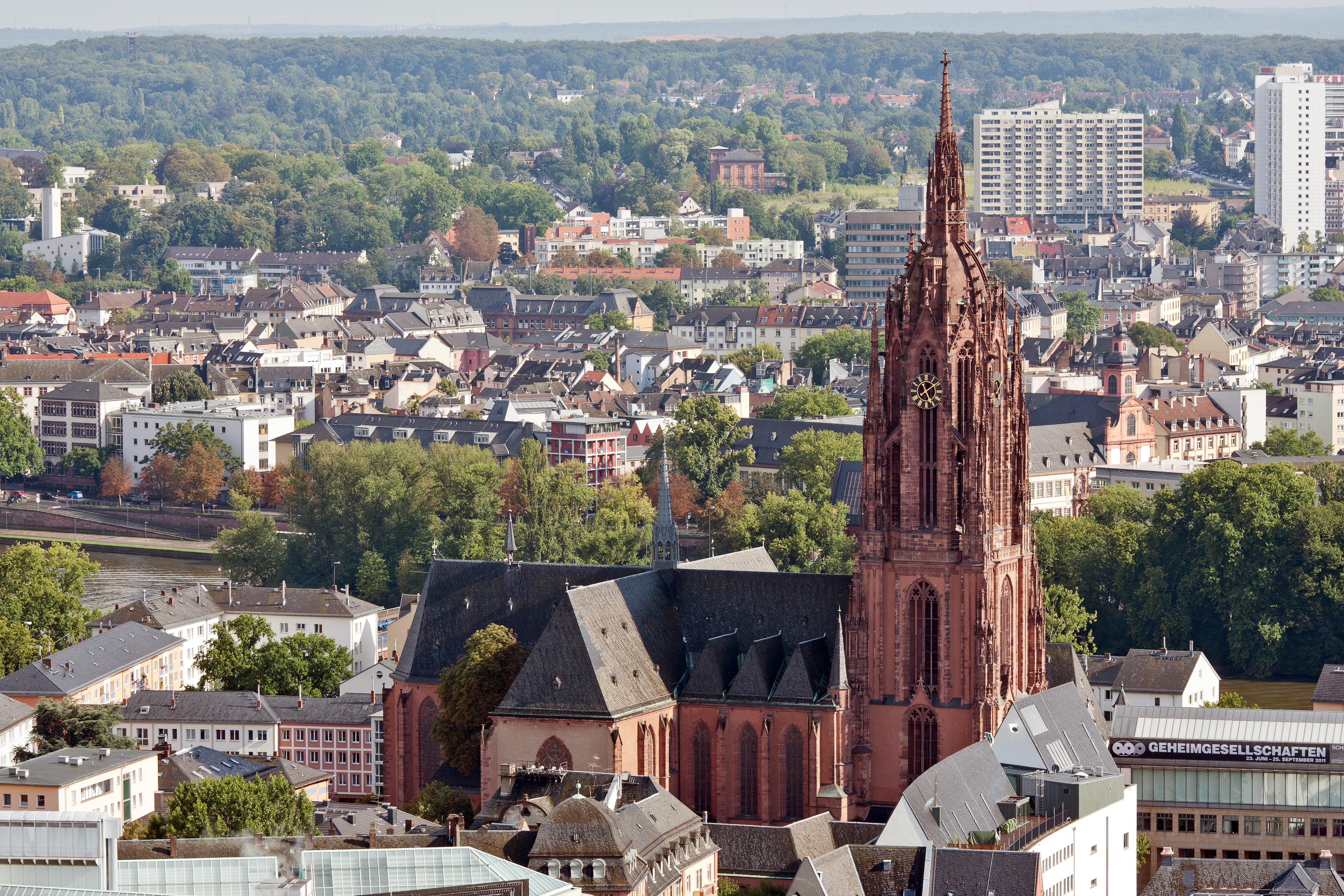
Післявоєнна реконструкція Франкфуртського кафедрального собору

Внаслідок стратегічних бомбардувань союзників Другої світової війни історичні центри більшості міст Німеччини зазнали важких втрат аж до майже повного знищення. Після війни частина пам'яток була відновлена або реконструйована, часто в спрощеному вигляді.
У 1980-х роках у Західній Німеччині поширився архітектурний стиль постмодернізм. У цьому стилі побудовано Німецький музей архітектури (1984) у місті Франкфурт-на-Майні, тут же архітектор Ганс Голляйн побудував Музей сучасного мистецтва (1991).

### ХХІ століття
У XXI столітті в багатьох містах Німеччини відновлено роботу по реконструкції будівель. Приклади можемо побачити на площі Ноймаркт у Дрездені (в тому числі знаменита Фрауенкірхе), в реконструкції Старого міста Франкфурта (будинок-Ремер), міського палацу і старого ринку в Берліні, палацу в Потсдамі та ін.
Розвивається неоекспресіонізм. У цьому стилі зводяться скульптурні й футуристичні споруди. Прикладом є прибудова до Єврейського музею в Берліні (архітектор Даніель Лібескінд) і Медійна гавань в Дюссельдорі (архітектор Франк-О-Гері). Цікаві також купол Рейхстагу в Берліні (архітектор Норман Фостер) і будівля Комерцбанку у Франкфурті-на-Майні.
Деконструктивізм представлений музеєм БМВ у Мюнхені, Синагогою Майнца, житловим комплексом "Артрон" у Кельні, та ін.
Новим напрямком в архітектурі є «Екологічні будови». Використовуючи нові технології і матеріали, розробляються проекти «розумних» і «сонячних будинків», «сонячної архітектури» з використанням автоматики та комп'ютерної техніки.